# Stephanie Forrest
Stephanie Forrest (* 1958) ist eine US-amerikanische Informatikerin.
Forrest studierte am St. John’s College (Annapolis, Santa Fe) mit dem Bachelor-Abschluss in Liberal Arts 1977 und Informatik an der University of Michigan mit dem Master-Abschluss 1982 und der Promotion bei John Henry Holland 1985 (Dissertation: A study of parallelism in the classifier system and its application to classification in KL-ONE semantic networks).  Danach war sie bei Teknowledge Inc. in Palo Alto und 1988 bis 1990 als Post-Doktorandin und Director’s Fellow am Los Alamos National Laboratory (Center for Nonlinear Studies). 1990 wurde sie Assistant Professor, 1994 Associate Professor und 1999 Professor für Informatik an der University of New Mexico in Albuquerque, wo sie 2012 Regents Professor und 2013 Distinguished Professor wurde. 2006 bis 2011 stand sie der Informatik-Fakultät vor. Ab 2001 war sie auch in der Fakultät für Biologie.
Sie befasst sich mit Computersicherheit, automatischer Software-Reparatur und später vor allem mit Beziehungen von Biologie und Informatik (Modellierung biologischer Systeme wie in der Immunologie, genetische Algorithmen). Sie wendet auch Ideen aus der Biologie und Immunologie auf Fragen der Computersicherheit an.
1991 erhielt sie einen Presidential Young Investigator Award der National Science Foundation. Sie ist IEEE Fellow und hielt 2013 die Stanislaw Ulam Lecture am Santa Fe Institute, an dem sie auch 2003 bis 2006 Forschungsprofessorin war (teilweise in einem Sabbatjahr) und zur externen Fakultät gehört. 2010 bis 2013 war sie Ko-Vorsitzende von dessen Science Board. 1996/97 war sie Gastprofessor am Massachusetts Institute of Technology. 2011 erhielt sie den ACM-AAAI Allen Newell Award.

## Schriften (Auswahl)
- als Herausgeberin: Emergent Computation, MIT Press 1991
- Genetic Algorithms. Principles of natural selection applied to computation, Science, Band 261, 1993, S. 872–878
- mit M. Mitchell: Genetic algorithms and artificial life, in: Artificial Life, Band 1, 1994, S. 267–289
- mit Lawrence Allen, Alan Perelson, Rajesh Cherukuri: Self-Nonself Discrimination in a Computer, Proc. IEEE Computer Society Symposium on Research in Security and Privacy, 1994, pdf
- Genetic Algorithms, ACM Computing Surveys, Band 28, 1996, S. 77–80
- mit S. Hofmeyr, A. Somayaji:  Computer Immunology, Communications of the ACM, Band 40, 1997, S. 88–96
- mit S. Hofmeyr, A. Somayaji, Thomas A. Longstaff: A sense of self for unix processes, Proc. IEEE Symp. on Security and Privacy, 1996, pdf
- mit S. Hofmeyr, Anil Somayaji: Intrusion detection using sequences of system calls, Journal of computer security, Band 6, 1998, S. 151–180.
- mit Christina Warrender, Barak Pearlmutter: Detecting intrusions using system calls: Alternative data models, Proc. IEEE Symp. Security and Privacy
- mit Steven Hofmeyr: Architecture for an artificial immune system, Evolutionary computation, Band 8, 2000, S. 443–473.
- als Herausgeberin mit L. Booker, M. Mitchell, Riolo: Perspectives on Adaptation in Natural and Artificial Systems, Oxford University Press, 2005.
- mit C. Le Goues, M. Dewey-Vogt, W. Weimer:  A Systematic Study of Automated Program Repair: Fixing 55 out of 105 Bugs for $8.00 Each, International Conference on Software Engineering (ICSE'12), 2012